# Antigua clínica del doctor Lozano
La antigua clínica del Doctor Lozano es un inmueble ubicado en la ciudad española de Zaragoza, en Aragón. Construida a comienzos del siglo XX, es fruto de un proyecto de Félix Navarro.

## Descripción
El edificio fue proyectado en 1903 por el arquitecto Félix Navarro para albergar la clínica y la residencia familiar del doctor Ricardo Lozano Monzón, un médico aragonés. Está situado en el angular del paseo Sagasta 22 con la calle Mariano de Lagasca y responde a la tipología residencial burguesa propia del paseo a principios de siglo XX.

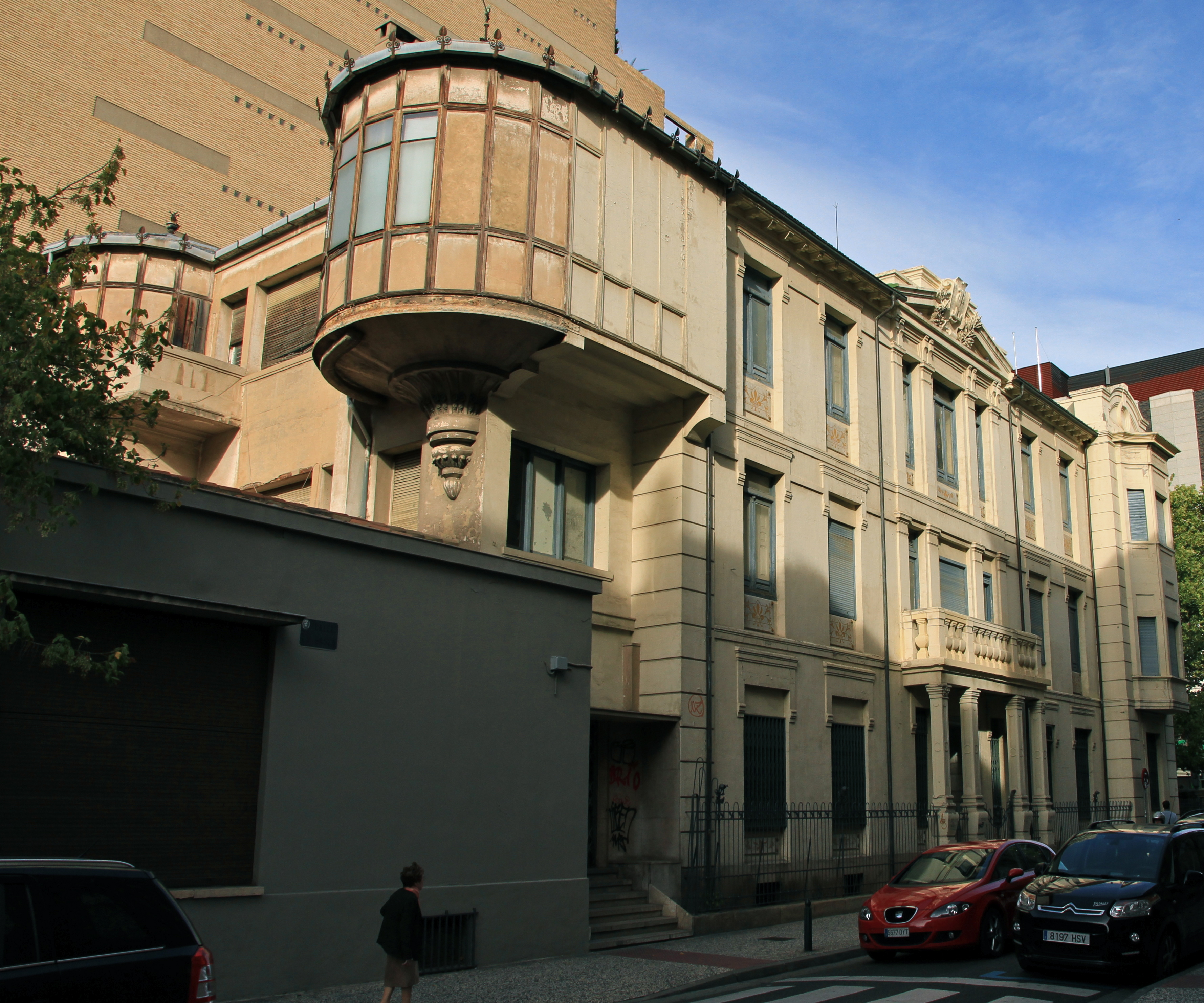
Vista del edificio

La construcción presenta un volumen exento que respeta la alineación del resto de edificaciones, configurando una zona ajardinada hacia el paseo. El conjunto está formado por un cuerpo principal al que se le adosan otros secundarios, formando una composición axial en planta y alzado. El cuerpo principal lo forma un volumen rectangular dispuesto a lo largo del eje paralelo a la calle Mariano de Lagasca. En el frente que da al paseo se adosa un cuerpo central flanqueado por dos porches con terraza, mientras que en el frente opuesto, hacia el jardín posterior, se adosa un cuerpo longitudinal sobre el que destacan dos cuerpos semicilíndricos volados correspondientes al quirófano y la capilla. En el eje perpendicular se dispone el acceso principal por la fachada a la calle Mariano de Lagasca y, al fondo, la escalera principal en un cuerpo adosado a la fachada norte.
En 1916, Manuel del Busto realizó una ampliación que rompió la simetría axial de la fachada principal al cerrar el angular entre el paseo Sagasta y la calle Mariano de Lagasca configurando un cuerpo cerrado con miradores volados. Exteriormente el conjunto se unifica mediante elementos compositivos comunes y el blanco de sus fachadas. La composición clásica de los alzados se combina con una ornamentación ecléctica con motivos historicistas y simbólicos en alusión al uso del edificio y a su propietario. En su construcción se utilizaron técnicas habituales en la época, incorporando en su diseño algunos elementos singulares y modernas instalaciones, para poner en funcionamiento una clínica que ofreciera los servicios médicos y quirúrgicos más avanzados del momento.

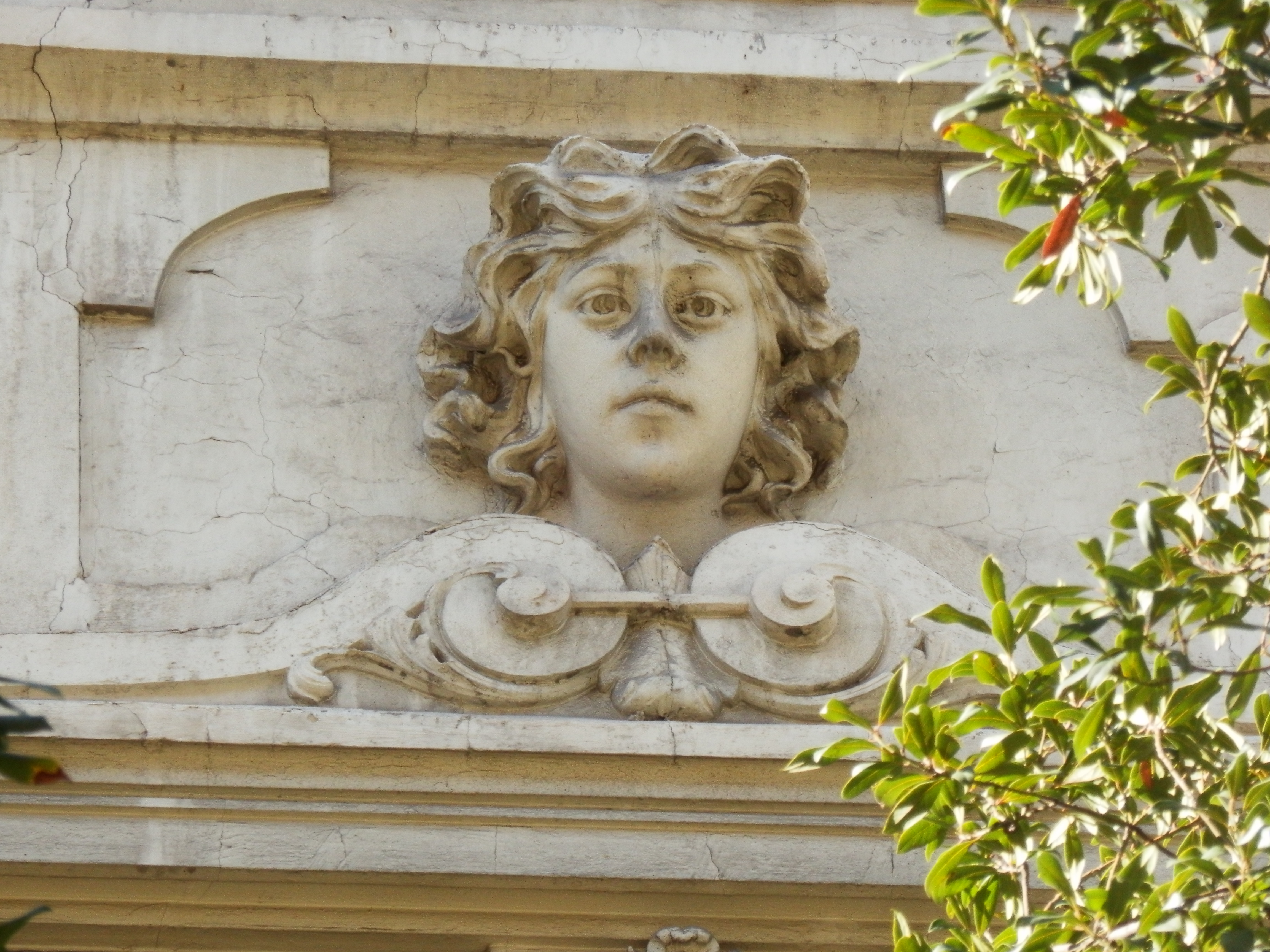
Detalle de la fachada

El conjunto, a pesar de las remodelaciones sucesivas que han desvirtuado en parte la idea original de Félix Navarro, es de interés en el contexto de la obra de este arquitecto y se trata de uno de los escasos ejemplos de residencia burguesa de principios del siglo XX que se conserva en el paseo Sagasta.
Este «Sanatorio Lozano» permaneció abierto hasta 1977, habiéndose prestado en él asistencia quirúrgica de alta calidad. Desde 1934 fue dirigido por su hijo y discípulo Ricardo Lozano Blesa.[cita requerida] El 24 de septiembre de febrero de 2009 alcanzó el estatus de Bien Catalogado del Patrimonio Cultural Aragonés, mediante una orden publicada el 19 de octubre de ese mismo año en el Boletín Oficial de Aragón.